# فيليبو غالي
فيليبو غالي (بالإيطالية: Filippo Galli)‏ (منزا، 19 مايو 1963)، لاعب كرة قدم إيطالي مدافع، يعتبر من لاعبين الجيل الذهبي لنادي إيه سي ميلان.
بدأ إنزاغي مسيرته مع نادي باسكارا، لكنه سرعان ما انتقل لـ إيه سي ميلان في موسم 1983/1984 حيث لعب في 217 مباراة سجل خلالها 3 أهداف، وانتقل في عام 1996 إلى نادي ريجينا لعب فيها 56 مباراة وسجل هدفين فقط، وقضى ثلاثة مواسم مع نادي بيريشيا لعب فيها 86 مباراة وسجل هدفين فقط، قبل أن يعتزل في عام 2004. أصبح غالي مدربا لناشئي إيه سي ميلان في عام 2006 قبل أن يصبحا مساعدا لمدرب الفريق الأول كارلو أنشيلوتي في عام 2008.

## إنجازاته

### ايه سي ميلان
- الدوري الإيطالي
  - البطل: 1987-88، 1991-92، 1992-93، 1993-94، 1995-96
- كأس السوبر الإيطالي
  - البطل: 1988,1922,1993،1994
- دوري أبطال أوروبا
  - البطل : 1988-89, 1989-90، 1993-1994
- كأس السوبر الأوروبي
  - البطل : 1989، 1990، 1994
- كأس الإنتركونتيننتال
  - البطل : 1989، 1990

## روابط خارجية
- فيليبو غالي على موقع الاتحاد الدولي (مؤرشف)  (الإنجليزية)
- فيليبو غالي على موقع الاتحاد الأوربي (الإنجليزية)
- فيليبو غالي على موقع قاعدة بيانات كرة القدم.إي يو (الإنجليزية)
- فيليبو غالي على موقع Soccerbase.com (لاعب) (الإنجليزية)
- فيليبو غالي على موقع Soccerway.com (الإنجليزية)
- فيليبو غالي على موقع عالم كرة القدم.نت (الإنجليزية)
- فيليبو غالي على موقع أوليمبيديا (الإنجليزية)